# James Marburg
James Marburg, född den 27 december 1982 i Terang i Australien, är en australisk roddare.
Han tog OS-silver i fyra utan styrman i samband med de olympiska roddtävlingarna 2008 i Peking.